# Old Man's Child
Gli Old Man's Child sono un gruppo musicale norvegese formatosi nel 1993. L'unico elemento fisso è il fondatore Galder, conosciuto anche come Grusom, il cui vero nome è Thomas Rune Andersen. Nella realizzazione dei vari lavori si sono avvicendati alcuni musicisti della scena black, ma Galder rimane il vero motore della band.
Le radici degli Old Man's Child's sono rintracciabili nel 1989, quando i membri Galder, Jardar and Tjodalv militavano in una band death/thrash  chiamata "Requiem".
Il primo lavoro ufficiale è Born of the flickering del 1996, prodotto dalla norvegese Hot Records e distribuito dalla Century Media.
Il grande successo del disco spinse la Century Media a mettere la band sotto contratto curando la produzione e la distribuzione di The Pagan Prosperity, pubblicato l'anno successivo.
Nel 2001 Galder entrò nei Dimmu Borgir, ma il suo impegno negli Old Man's Child non è mai passato in secondo piano.
"Old Man's Child" sta per "Figlio del Diavolo", o "Figlio di Satana", con "Old Man (Vecchio Uomo)" riferito al Diavolo.

## Formazione
- Galder - voce, chitarra solista (vedi anche Dimmu Borgir)

### Membri precedenti e musicisti occasionali
- Reno Kiilerich - batteria e percussioni (2005)
- Jardar (Jon Øyvind Andersen) - chitarre e cori (1993-1997, 2000-2003)
- Nicholas Barker - batteria e percussioni (2003) (vedi anche Dimmu Borgir, Cradle of Filth, Lock Up, Benediction)
- Tjodalv (Kenneth Åkesson) - batteria e percussioni (1993-2000) (vedi anche Dimmu Borgir, Susperia)
- Grimar (Jan Roger Halvorsen) - batteria e percussioni (2000)
- Memnoch (Håkon Didriksen) - bass (2000) (vedi anche Susperia)
- Tony Kirkemo - batteria e percussioni (1997)
- Gonde (Frode Forsmo) - basso (1995 - 1997)
- Brynjard Tristan - basso (1994)
- Gene Hoglan - batteria e percussioni (1998) (vedi anche Death, Testament, Dark Angel, Strapping Young Lad)
- Stian Aarstad (Dimmu Borgir, Enthral)

## Discografia

### Album in studio
- 1996 - Born of the Flickering
- 1997 - The Pagan Prosperity
- 1998 - Ill-Natured Spiritual Invasion
- 2000 - Revelation 666 - The Curse of Damnation
- 2003 - In Defiance of Existence
- 2005 - Vermin
- 2009 - Slaves of the World

### Demo
- 1994 - In the Shades of Life

### Split
- 1999 - Sons of Satan Gather for Attack